# رود پکوس
رود پکوس رودی در کشور ایالات متحده آمریکا است.
این رود که ۱٬۴۹۰ کیلومتر طول دارد در تگزاس و نیومکزیکو جریان دارد و به رود ریو گرانده میریزد.

## نگارخانه

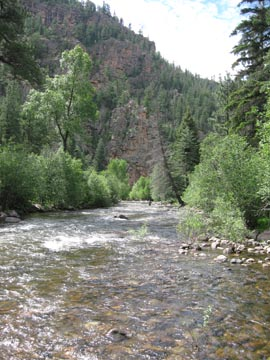
Pecos River between Terrerro and Pecos, New Mexico
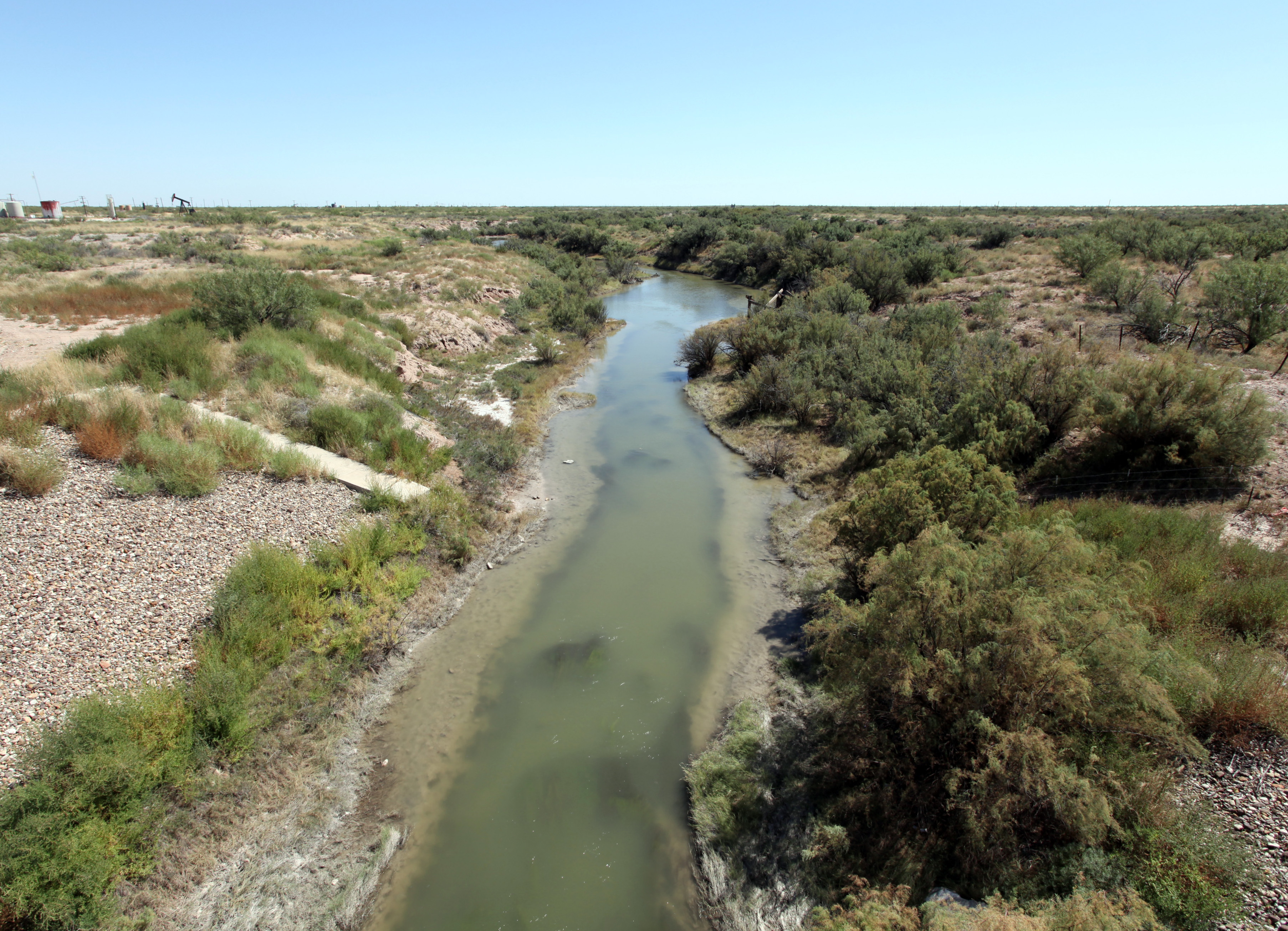
The Pecos River flowing south of Grandfalls, Texas
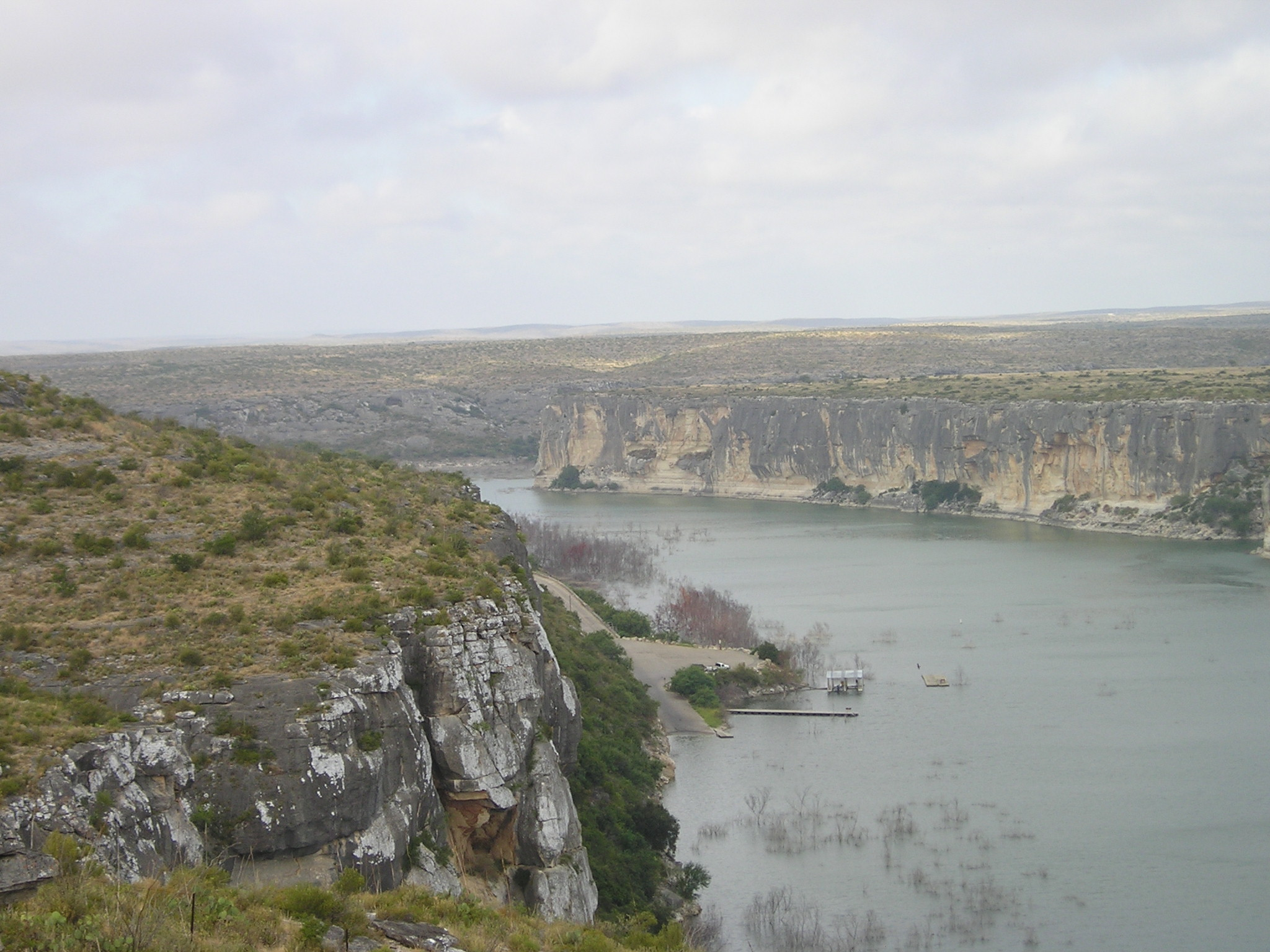
Pecos River near the ریو گرانده